# Inițiativa Scutul Cerului European
Inițiativa Scutul Cerului European (în engleză European Sky Shield Initiative, acronim ESSI) reprezintă o inițiativă a mai multor țări din Europa de a crea un sistem european de apărare antiaeriană⁠(en)[traduceți] și de apărare antirachetă prin achiziție comună de către națiunile respective de soluții interoperabile (echipamente de apărare și rachete antiaeriene). Inițiativa reunește în prezent (iulie 2023) 19 state: Regatul Unit al Marii Britanii și al Irlandei de Nord, Belgia, Olanda, Germania, Danemarca, Norvegia, Suedia, Finlanda, Estonia,  Letonia, Lituania, Cehia, Slovacia, Slovenia, Ungaria, România, Bulgaria, Austria și Elveția. Dintre acestea, 16 sunt state incluse în Organizația Tratatului Atlanticului de Nord (în timp ce Suedia este aplicant pentru aderare la Alianță).
În intenție, sistemul de apărare ar urma să includă capabilități cu rază scurtă, medie și lungă coordonate, pentru a putea evita toate amenințările aeriene, de la drone la rachete de croazieră  și rachete balistice. Proiectul urmează să valorifice cadrele de cooperare NATO deja existente, echipamentele și rachetele urmând să fie interoperabile cu Sistemul Integrat de Apărare Aeriană și Antirachetă al NATO⁠(en)[traduceți] (NATINAMDS) și să fie integrate cu acesta.
Crearea ESSI a fost determinată și este în continuare influențată de invazia Rusiei în Ucraina. Spre diferență de NATINAMDS (care are printre scopurile politice și pe acela de a nu submina descurajarea strategică a Rusiei), ESSI este însă, în mod clar, orientată împotriva unei amenințări ruse. 
În acest moment (2023),  nu este clară modalitatea în care va evolua în viitor, inițiativa.

## Istoric
Dată fiind axarea Alianței Nord-Atlantice pe atingerea superiorității aeriene în raport cu Pactul de la Varșovia, în perioada Războiului Rece, apărarea antiaeriană cu baza la sol (în engleză ground-based air defence, acronim GBAD) a jucat un rol secundar în raport cu puterea aeriană⁠(en)[traduceți], iar ulterior încheierii conflictului respectiv, dată fiind concentrarea asupra operațiunilor expediționare⁠(en)[traduceți] și de combatere a terorismului⁠(en)[traduceți] într-un mediu de operare aerian permisiv, apărarea antiaeriană a continentului european în mod practic s-a atrofiat.
Efectul practic este că în prezent (2023), statele europene sunt în situația de a nu avea nici până la încheierea deceniului actual, capacități de apărare aeriană cu baza la sol  suficiente spre a contracara, la nevoie, rachetele de croazieră și balistice rusești, chiar și prin intermediul sistemului NATO de apărare antirachetă balistică⁠(en)[traduceți] (în engleză NATO Ballistic Missile Defence System, acronim NATO BMD). Mai mult, acestor probleme li se adaugă preocupările legate de incapacitatea asigurării superiorității aeriene militare necesare, în ce privește tehnologiile aeriene de vârf. Nu în ultimul rând, distanța scurtă dintre  bazele rusești de rachete din enclava rusă Kaliningrad și capitalele europene completează în mod defavorabil tabloul strategic. Deficiențelor semnalate li se adaugă lacunele în ce privește apărarea împotriva amenințărilor avansate emergente, precum vehiculele aeriene fără pilot (în engleză Unmanned aerial vehicle, acronim UAV), rachetele ghidate sau nedirijate și vehicule cu planare hipersonică⁠(en)[traduceți]. De asemenea, există deficiențe în ce privește comanda și controlul⁠(en)[traduceți] (C2) misiunilor NATO de apărare aeriană și antirachetă integrată⁠(en)[traduceți] (IAMD), precum și o abordare fragmentară din acest punct de vedere, la nivelul statelor europene. Raportat la nivelul anului 2023, nu există la nivelul vreunui stat european (situat la vest de Rusia, Belarus și Ucraina) vreun sistem pe deplin integrat și multistratificat, care, să poată asigura o saturație adecvată cu active defensive.

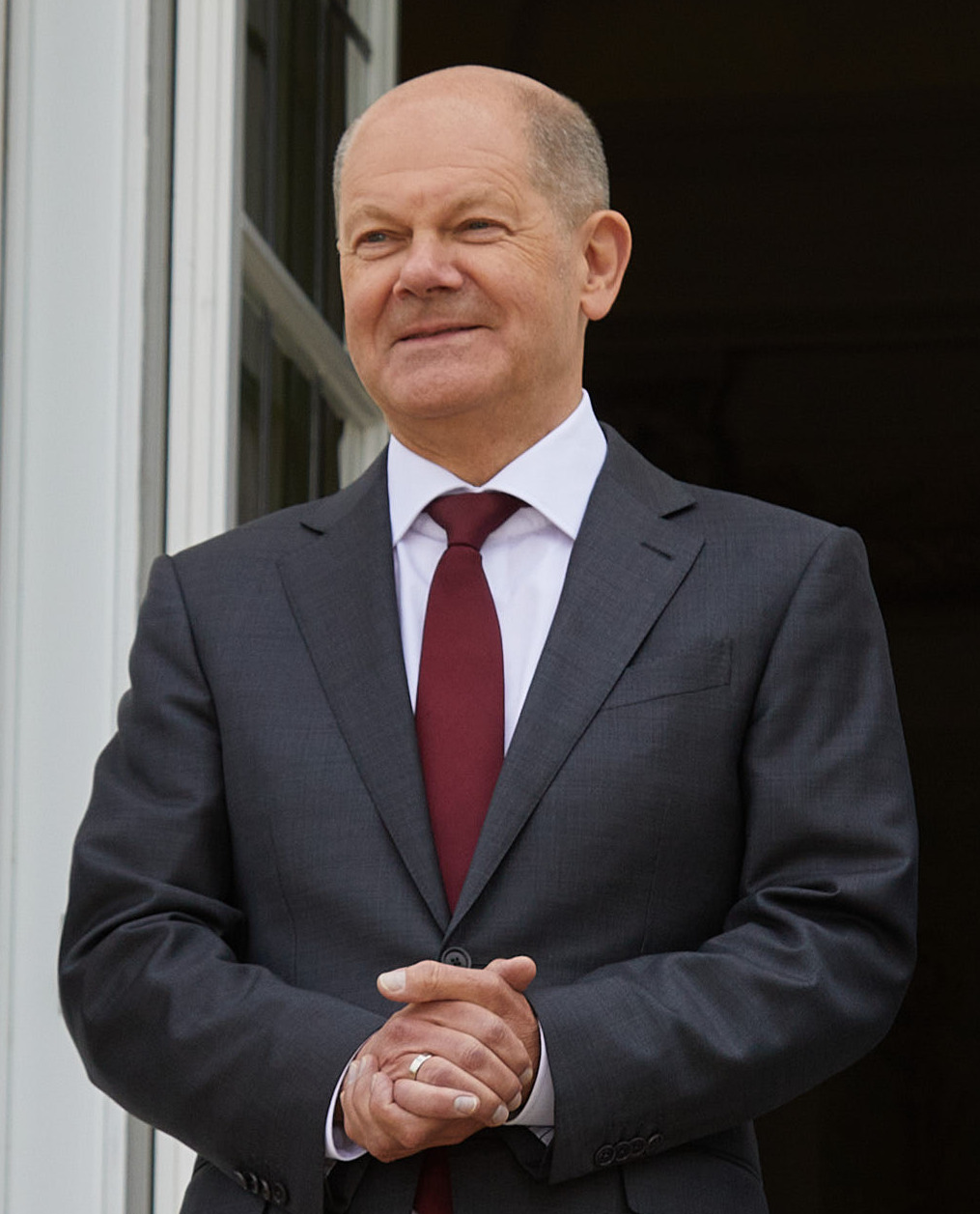
Olaf Scholz, în 2022.

Deocamdată în Europa se află un număr foarte mic de sisteme moderne de apărare antirachetă, predominând în ce privește apărarea antiaeriană cu baza la sol sisteme mai vechi cu rază scurtă de acțiune, cu origine în epoca sovietică. La orizontul anului 2022, a ieșit în evidență faptul că toate armatele statele europene aveau un deficit de capabilități, în ce privește combaterea rachetelor balistice cu o rază de acțiune mai mare de 1.000 km și care zboară la cel mai îndepărtat nivel de interceptare. În acest context și observând din aproape situația Ucrainei, supusă unei campanii de atacuri aeriene cu rachete și drone de către Forțele armate ale Federației Ruse, europenii au decis să acționeze preventiv pentru a se apăra împotriva potențialelor amenințări la adresa propriului spațiu aerian. La aceasta a contribuit și schimbarea percepției europene, în raport cu potențialul de amenințare al Rusiei, ceea ce a dat un impuls de voință materializării ideii (mai vechi) de a acoperi acest deficit.
După ce în luna august 2022, cancelarul Germaniei Olaf Scholz a anunțat la Praga într-un discurs despre viitorul Europei, crearea unei sistem comun de apărare împotriva amenințărilor aeriene, la reuniunea miniștrilor apărării NATO de la Bruxelles din 13 octombrie 2022, la inițiativ Germaniei 15 state (Regatul Unit al Marii Britanii și Irlandei de Nord, Țările de Jos, Belgia, Germania, Norvegia, Finlanda, Lituania, Letonia, Estonia, Republica Cehă, Slovacia, Ungaria, Slovenia, România și Bulgaria) au semnat o scrisoare de intenție referitoare la consolidarea capacităților de apărare aeriană pe rază scurtă, medie și lungă.
La luna februarie 2023, inițiativei i s-au alăturat Danemarca și Suedia, iar în luna iulie 2023 Austria și Elveția.

## Sisteme de apărare antiaeriană terestre

### Principii
Rachetele balistice sunt sisteme de arme, care, datorită caracteristicilor de zbor și a celor tehnice proprii sunt dificil de interceptat, la aceasta concurând următorii factori:
- timpul de reacție necesar pentru a exploata fereastra de oportunitate dată de geometria de interceptare corectă, pentru cea mai bună soluție de tragere, este destul de scurt. Aceasta se datorează vitezei mari de deplasare a rachetelor balistice, care, determină ca acestea să poată acoperi într-o perioadă scurtă areale semnificative.
- viteza, manevrabilitatea și capacitatea de a lovi precis a interceptorilor trebuie să fie mari, dat fiind că viteza rachetelor balistice este mare
- apărarea împotriva rachetelor balistice este necesar să fie multistratificată, deoarece rachetele de acest tip au o traiectorie, care, parcurge un traseu situat la mai multe tipuri de altitudini (orbitale înalte sau mai mici, atmosferice)
- precizia interceptorilor este necesar să fie mare, deoarece vehiculele de reintrare țintă, purtate de rachetele balistice, sunt de dimensiuni relativ mici. În plus, pe lângă ogivele⁠(en)[traduceți] reale, rachetele balistice transportă atât ținte de reintrare cu rol de momeală, pentru a distrage atenția sistemelor de interceptare de la respectivele ogive, cât și dispozitive care pot bloca detecția de către senzorii respectivelor sisteme (e.g. radar sau în domeniul infraroșu⁠(en)[traduceți]). Nu în ultimul rând, dispozitivele de reintrare pot beneficia de contramăsuri de detecție pasive de tip stealth, cu rol de restrângere sau de împiedicare a capacității de detecție a țintelor.

Procesul de apărare aeriană necesită de aceea o gândire holistică, fiind extrem de solicitant tehnic, trebuind să fie integrat coerent, eficient, rapid și necesitând integrarea tuturor dimensiunilor militare: terestră, aeriană, maritimă, spațială și cibernetică. Diferitele sisteme implementate (avioane de luptă, sisteme fără pilot, sisteme de la sol, fregate de apărare aeriană, sisteme IT și sateliți) trebuiesc configurate, astfel încât să genereze straturi și domenii care se suprapun în mod reciproc, pentru ca să facă dificilă inamicului, surclasarea apărării.
Apărarea aeriană trebuie să fie funcțională non-stop, timpii de reacție trebuie să fie foarte scurți (de ordinul minutelor) și capacitățile instalate trebuie să poată respinge atât orice aeronavă, dronă sau rachetă la diverse distanța sau altitudini, cât și să nu permită copleșirea fie calitativă a sistemelor (prin superioritate tehnică), fie prin saturație (prin superioritate cantitativă).
În ce privește apărarea antiaeriană terestră, distanțele de interceptare determină structurarea mai multor nivele de interceptare:
- de proximitate și cu rază intermediară (până la 6 km)[10]
- cu rază medie (de la 6 până până la 35 de km)[10]
- cu rază superioară:[10]

- lungă (de la 35 la 100 de km)
- foarte lungă (mai mare de 100 km)

Nici un sistem însă, nu poate garanta o protecție totală.

### Disponibile în Europa (2023)
În Europa, în prezent (2023) apărarea antirachetă balistică a întregului teritoriu al NATO este organizată în cadrul rețelei de sisteme de apărare de pe uscat și de pe mare reprezentată de Sistemul Integrat de Apărare Aeriană și Antirachetă al NATO⁠(en)[traduceți] (în engleză NATO Integrated Air and Missile Defence System, acronim NATINAMDS), care, are în vedere toate tipurile de amenințări aeriene. NATINAMDS este integrat în structura de comandă a Comandamentului Aerian Aliat⁠(en)[traduceți] (în engleză Allied Air Command, acronim AIRCOM) de la Ramstein. În ce privește apărarea împotriva rachetelor cu rază scurtă⁠(en)[traduceți] și rază medie⁠(en)[traduceți] de acțiune, aceasta se regăsește integrată în cadrul NATINAMDS sub forma sistemului de Apărare Activă Stratificată Împotriva Rachetelor Balistice în Teatru⁠(en)[traduceți] (engleză Active Layered Theatre Ballistic Missile Defence, acronim ALTBMD), coordonat de Organizație de Management a Programului de Apărare Activă Stratificată Împotriva Rachetelor Balistice în Teatru (în engleză Active Layered Theatre Ballistic Missile Defence Programme Management Organization, acronim ALTBMD PMO).
În ce privește sistemele cu rază medie de acțiune, militarii europeni dispun ca sisteme moderne de CAMM⁠(en)[traduceți] (acronim al engleză Common Anti-Air Modular Missile) britanice (comparabile cu IRIS-T⁠(de)[traduceți] SLS) și de IRIS-T SLM⁠(de)[traduceți] germane. 
Cu rază lungă de acțiune, există la dispoziție ca sisteme moderne în Europa, alături de sistemele Patriot americane și cele franco-italiene de tip SAMP/T⁠(en)[traduceți] (în franceză Sol-Air Moyenne Portée/Terrestre, aflat în curs de upgradare la o nouă generație).

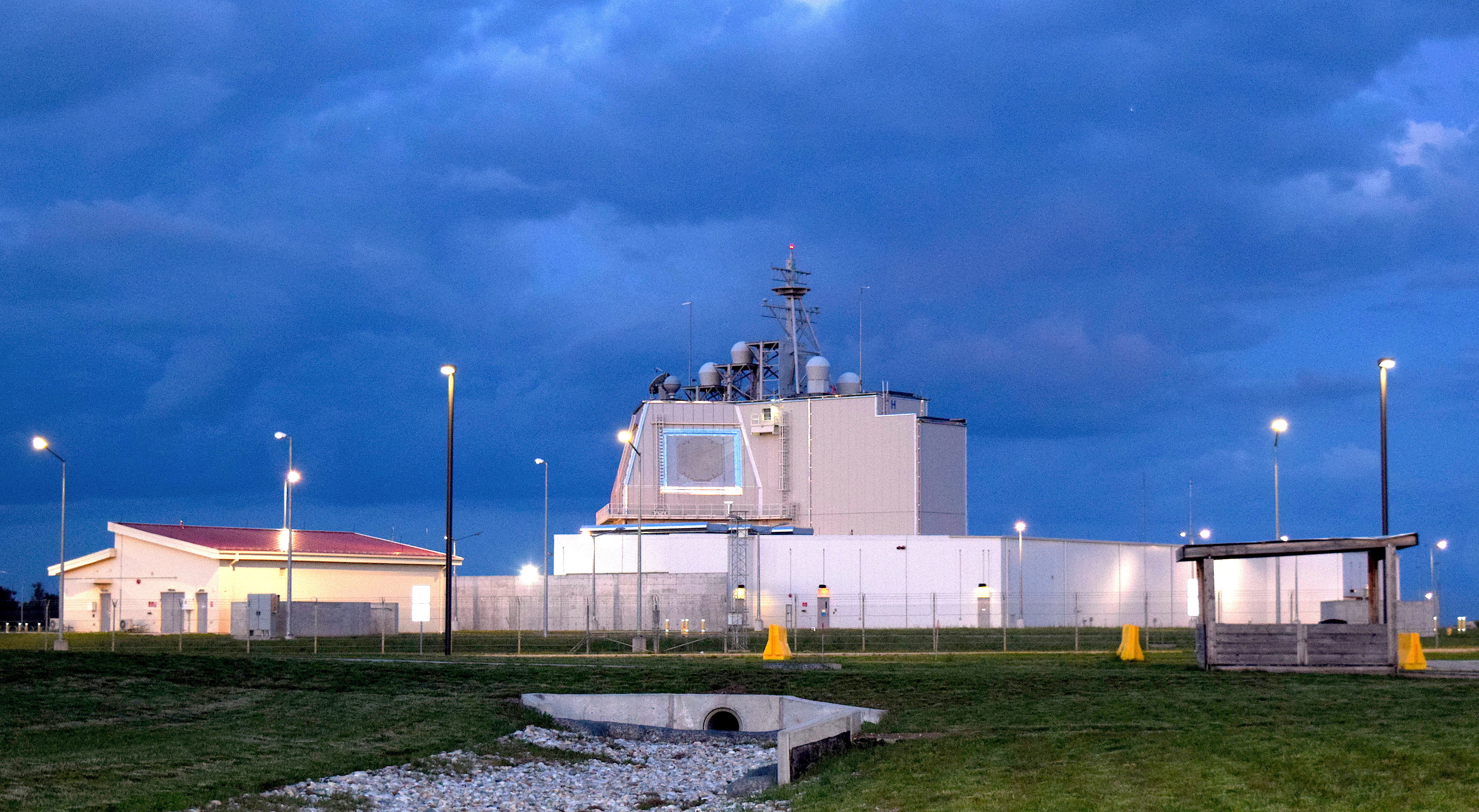
Situl NATO AABMDS (în engleză Aegis Ashore Ballistic Missile Defense System) din Romania.

În domeniul apărării anti-rachete balistice (cu rază foarte lungă de interceptare), SUA (doar) operează în Europa Sisteme Aegis Ashore⁠(en)[traduceți] în România și Polonia, în cadrul sistemului de apărarea antirachetă al NATO⁠(en)[traduceți].
SUA mai operează ca și capabilități cu rază foarte lungă de interceptare și THAAD – în engleză Terminal High Altitude Area Defense, dar nici unul dintre ultimele două tipuri de sisteme (Aegis și THAAD) nu a fost procurat de vreunul dintre statele europene. În ce privește capabilitățile proprii europene în acest ultim interval (cu rază foarte lungă de interceptare), există (deocamdată în proiect) TWISTER (în engleză Timely Warning and Interception with Space-based Theater Surveillance) coordonat de Franța în cadrul PESCO⁠(en)[traduceți]. Acesta vizează și apărarea împotriva rachetelor hipersonice⁠(en)[traduceți] și se presupune că va deveni operațional în 2030.
Sistemul israeliano-american Arow⁠(en)[traduceți]-3⁠(en)[traduceți], care ar urma să fie achiziționat la inițiativa Germaniei pentru ESSI, este de asemenea, un sistem cu rază foarte lungă de interceptare.
Structurarea unei apărări antiaeriene tactice și cu rază medie de acțiune, integrate, presupune deja din punct de vedere economic costuri exorbitante.

## Caracteristici tehnice

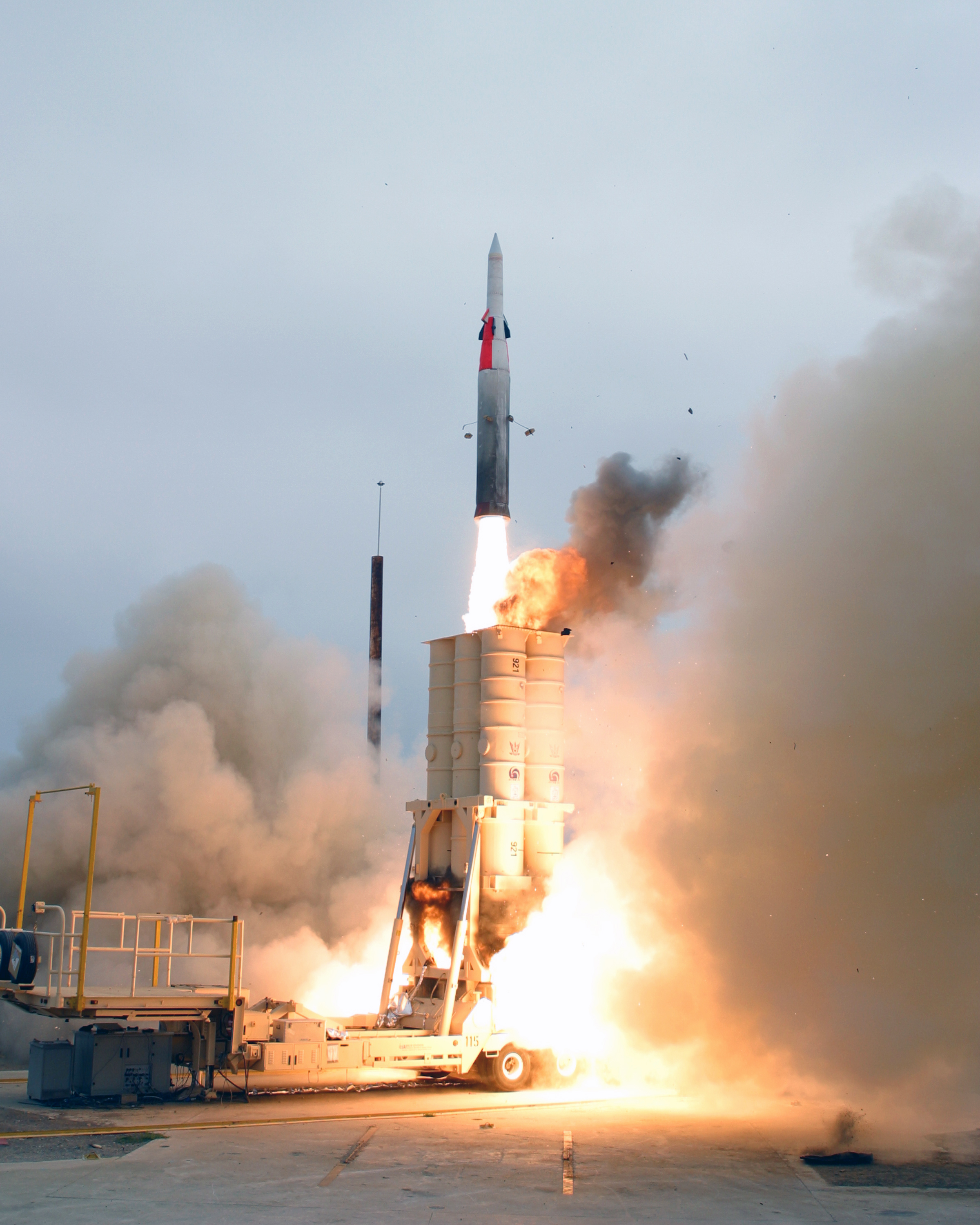
Rachetă Arow-3.

În intenție, arhitectura de securitate a Scutului ar urma să fie structurată în jurul a trei tipuri de sisteme de rachete: de apărare antirachetă antibalistică exoatmosferică israeliano-american Arow⁠(en)[traduceți]-3⁠(en)[traduceți], cu rază medie de acțiune american Patriot și de apărare aeriană cu rază scurtă de acțiune german IRIS-T SLM⁠(de)[traduceți]. Nu este exclusă includerea altor sisteme sau substituția celor menționate anterior, cu altele aflate în concurență.
Cu toate acestea, totuși, formalizarea prealabilă a unei arhitecturi nu are caracterul unei concluzii anticipate, disponibilitatea sistemelor pe piață nefiind este singurul criteriu, care, urmează să influențeze alegerea acestora. Este nevoie să fie luate astfel în considerare și nevoile operaționale, precum și alți factori relevanți (e.g. interoperabilitatea și potențialul de integrare în sistemul existent).

## Aspecte operativ-strategice
Potențarea apărării antirachetă balistică tinde să altereze echilibrul strategic nuclear, dat de vulnerabilitatea reciprocă a puterilor nucleare la lovituri nucleare, deoarece oferă un avantaj ofensiv părții care deține o apărare antirachetă balistică, eficientă în a inhiba cea de-a doua lovitură a adversarului⁠(en)[traduceți]. În același sens al perturbării echilibrului strategic nuclear, acest avantaj are astfel și efect asupra capacității de descurajare⁠(en)[traduceți] nucleară.   Vezi și articolul:  Distrugere reciprocă asiguratăVezi și articolele [[{{{2}}}]] și [[{{{3}}}]]Vezi și articolele [[{{{4}}}]], [[{{{5}}}]] și [[{{{6}}}]]Vezi și articolele [[{{{7}}}]], [[{{{8}}}]], [[{{{9}}}]] și [[{{{10}}}]]Vezi și articolele [[{{{11}}}]], [[{{{12}}}]], [[{{{13}}}]], [[{{{14}}}]] și [[{{{15}}}]]Vezi și articolele [[{{{16}}}]], [[{{{17}}}]], [[{{{18}}}]], [[{{{19}}}]], [[{{{20}}}]] și [[{{{21}}}]].Minimalizată de sfârșitul Războiului Rece, relevanța apărării antirachetă balistică față de Rusia a crescut din nou, datorită noii amenințări emergente pe care statul rus o aduce, drept efect al agresiunii sale împotriva Ucrainei. Acest nou război este caracterizat de folosirea intensă a rachetelor balistice cu rază scurtă de acțiune⁠(en)[traduceți], precum și din partea Rusiei, a unor mesaje de amenințare nucleară.   Vezi și articolul:  Ortodoxie nuclearăVezi și articolele [[{{{2}}}]] și [[{{{3}}}]]Vezi și articolele [[{{{4}}}]], [[{{{5}}}]] și [[{{{6}}}]]Vezi și articolele [[{{{7}}}]], [[{{{8}}}]], [[{{{9}}}]] și [[{{{10}}}]]Vezi și articolele [[{{{11}}}]], [[{{{12}}}]], [[{{{13}}}]], [[{{{14}}}]] și [[{{{15}}}]]Vezi și articolele [[{{{16}}}]], [[{{{17}}}]], [[{{{18}}}]], [[{{{19}}}]], [[{{{20}}}]] și [[{{{21}}}]].
Grupul de națiuni care a ales să participe la ESSI se găsesc în mod exclusiv în Europa de Nord, Centrală și de Est.
Proiectul urmează să valorifice cadrele de cooperare NATO deja existente și are ca viză consolidarea apărării integrate aeriene și antirachetă a Alianței. Echipamentele și rachetele urmează să fie interoperabile cu NATINAMDS (Sistemul Integrat de Apărare Aeriană și Antirachetă al NATO⁠(en)[traduceți]) și să fie integrate cu acesta.
Capabilitățile respective urmează să fie integrate la un nivel multinațional. În prezent, totuși, inițiativa nu acoperă un spațiu geografic cuprinzător, raportat la dimensiunea Europei, dar în intenție inițiatorii doresc să promoveze extinderea acoperirii și la nivelul altor state.
Deocamdată, războiul din Ucraina reprezintă un teren real de testare atât pentru integrarea diverselor sisteme de apărare aeriană și pentru operarea acestora în mod coordonat, cât și pentru testarea în sine a sistemelor occidentale moderne antirachetă, într-un conflict militar de mare intensitate. Aceasta oferă oportunitatea de a descoperi punctele tari și slabe ale sistemelor respective și de a le upgrada la versiuni mai avansate. Acestor sarcini li se va adăuga însă aceea de a face față coordonării unor sisteme naționale de apărare antiaeriană și antirachetă.

## Considerente
Abordarea principială în ce privește ESSI este de a cumpăra la comun și de a opera în mod colectiv, ideal cooperarea urmând să se extindă și în ce privește logistica, întreținerea și reparațiile.
Conform unei opinii exprimate în 2022 de analistul și expertului militar Ion Petrescu, inițiativa reprezintă doar o declarație de interes european, important fiind de fapt, momentul, când acest sistem va fi desfășurat și va funcționa în mod concret, pe teren.

### Politice
Inițiativa, coordonată de Germania, nu este una gândită să fie exclusiv NATO, fiind deschisă și altor state din Europa. Ea are calitatea de expresie a a voinței de coordonare și de cooperare între state interesate să obțină capabilități specifice de apărare aeriană, dar nu a fost formalizată sub forma unor planuri concrete. Franța însă, care a acuzat Berlinul că nu a fost consultată, s-a opus planului acestuia de a folosi la structurarea scutului, în loc de sisteme dezvoltate pe plan european, sisteme germane, israeliene și americane.
Este de notat și că există opinia precum că Franța nu ar avea în mod practic nevoie de un sistem integrat de apărare, de nivel european, deoarece pe de o parte statul francez se bazează pe efectul disuasiv⁠(en)[traduceți] al propriului arsenal nuclear, iar pe cealaltă parte se află geografic departe de Rusia. În teorie, potențialele aeronave sau rachete care ar intra în spațiul european ar fi, în acest context, cel mai probabil interceptate și distruse de apărarea antiaeriană a vecinilor aliați, ai Franței. În caz că totuși o rachetă ar scăpa respectivei apărări, la dispoziția francezilor există sistemele de apărare SAMP/T⁠(en)[traduceți] și cele cu rază scurtă de acțiune Crotale⁠(en)[traduceți], care, să o intercepteze.
În acest context Franța (care se bazează pe promovare propriilor tehnologii militare și se concentrează pe susținerea programelor europene de apărare), Italia și Polonia (care a dezvoltat programe de cooperarea militaro-industrială cu Statele Unite și respectiv cu Marea Britanie) nu s-au alăturat inițiativei. De asemenea, SUA operează în partea de est a Europei situri proprii de rachete balistice⁠(en)[traduceți] independent de acest proiect. La rândul lor, Spania și Grecia par să prefere un cadru bilateral cu SUA, în ce privește modernizarea sau achiziționarea sistemelor Patriot, iar Turcia deși pare că și-ar dori să se alăture ESSI, nu ar fi primit o invitație, în acest sens.
Pentru liderul german există beneficii politice suplimentare, sub forma creșterii credibilității sale ca aliat responsabil, în regiune. Există, de asemenea, opinia că Germania urmărește să pună presiune pe SUA pentru a putea achiziționa sistemul Arow⁠(en)[traduceți]-3⁠(en)[traduceți], care include componente americane și pentru care, până în prezent nu a primit aprobarea SUA. În contextul în care sistemele de apărare aeriană franco-italiene au fost aparent evitate, în favoarea sistemului american de rachete Patriot, Franța și Italia nu s-au alăturat inițiativei. De asemenea, Franța a solicitat o mai mare suveranitate europeană în ce privește dezvoltarea propriilor sisteme de rachete, pentru strategia comună de securitate a UE⁠(en)[traduceți].

Uniunea Europeană și statele candidate la aderare.

Problema suveranității europene este una importantă, într-un context, în care, obiectivul de a consolida baza de apărare industrială și tehnologică și a independenței în domenii cheie, a Europei, este unul asumat la nivelul Uniunii Europene. Deciziile de achiziție pe termen scurt, în contextul necesității de a reduce cât mai rapid decalajul de capabilități între europeni și ceilalți actori geostrategici, este necesar să nu aibă un impact negativ, asupra  dezvoltării tehnologice a viitoarelor capacități europene de apărare. Conform opiniei emise astfel în februarie 2023 de Institutul German pentru Relatii Internationale și Securitate⁠(en)[traduceți], participarea Franței și Italiei la inițiativă este totuși indispensabilă, pentru a-i asigura acesteia succesul. Este necesar astfel să existe un compromis, între interesul Germaniei de implementarea rapidă a ESSI și cele ale Franței și Italiei, de valorizare a suveranității europene și de păstrare a echilibrului strategic.

### Economice
Sistemele, precum și întregul complex de costuri asociate pentru instruire, întreținere și eventual, modernizarea pe termen mai lung sunt foarte scumpe și dintre acestea, cu predilecție cele care implică capabilitățile cu rază lungă de acțiune. Aceasta poate avea un efect descurajant și în plus, aceste costuri sunt mult mai mari decât cele necesare pentru asigurarea de capabilități ofensive.
Transparența în planificarea financiară și structurarea unei ierarhii de priorități, care, să echilibreze aspectele politice, strategice, militare, industriale și financiare sunt obligatorii. Conform proiectului, statele participante vor achiziționa în comun pentru Scutul Cerului European capabilitățile, maniera respectivă urmând să crească din punct de vedere financiar, rentabilitatea sistemului și să-i reducă prețul. În ce privește unele dintre statele participante, care, au deja în derulare programe de apărare aeriană proprii, inițiativa este doar o oportunitate de consolidare, completare și modernizare a capacităților existente deja, conform nevoilor, resurselor și planurilor financiare proprii. Făcând comenzi comune, statele vor putea optimiza procesul respectiv, negociind împreună termenii contractelor și ajustând distribuția echipamentelor la nevoile fiecărui membru al inițitivei.

Statele din Uniunea Europeană angrenate în cadrul PESCO (albastru închis). Cu albastru deschis sunt evidențiate statele EU care nu au aderat la PESCO.

În acest moment (2023), totuși, nu este clară modalitatea în care va evolua în viitor inițiativa, în sensul în care fie va conduce doar la crearea unei organizații de achiziții publice la nivel european, cu efect benefic în ce privește economisirea de bani, fie la conturarea unui concept general cu referire la apărarea europeană. Această ultimă alternativă ar favoriza gruparea și desfășurarea capacităților defensive în mod optim, creșterea interoperabilității și integrării diferitelor sisteme, precum și o dezvoltare planificată coordonat, a sistemului de apărare antiaeriană în cadrul PESCO⁠(en)[traduceți].
În ce privește Germania, care și-a asumat leadershipul, există beneficii economice suplimentare deoarece prin intermediul proiectului își promovează propria industrie de apărare (IRIS-T SLM este produs de Diehl Defence⁠(en)[traduceți]).

### Strategice
La momentul 2023 nici una dintre statele europene nu este capabil să opereze, în cadrul NATINAMDS, capabilități de natură să intercepteze fie rachetele balistice cu rază lungă de acțiune, fie să asigure apărarea la nivel exoatmosferic. ESSI urmează, în intenție, să rezolve și această problemă, care, depinde actual doar de sistemele americane Aegis⁠(en)[traduceți].
Ancorarea ESSI în Sistemul Integrat de Apărare Aeriană și Antirachetă al NATO⁠(en)[traduceți] ar urma să extindă spectrul de capabilități, în termeni de rază de acțiune, al scutului NATO,  componentă importantă a strategiei de descurajare⁠(en)[traduceți] și de apărare a Alianței. Este de menționat, în acest context, că ESSI este în mod evident orientat împotriva unei amenințări ruse, în timp ce NATINAMDS are printre scopurile politice și pe acela de a nu submina descurajarea strategică a Rusiei, drept care dispune în acest moment (2023) de puține cababilități antibalistice dedicate acestei orientări. Acțiunea respectivă ar putea determina astfel Rusia să interpreteze, aceasta, ca pe o tentativă occidentală de diminuare a potențialului rus de descurajare și ar putea favoriza o escaladare, defavorizând eforturile NATO de a menține echilibrul strategic.

## Provocări
Principalele tipuri de provocări asociate acestui demers de cooperare sunt în primul rând politice, în al doilea rând militare și de abia în al treilea rând economice. Acestora li se adaugă o lipsă de obiective clare și de concentrare, un număru mare de participanți, eșecuri din trecut, diferende politice în ce privește cea mai bună cale de urmat pentru apărarea aeriană europeană și un mediu de amenințări care evoluează rapid.

### Dificultăți
Există astfel o serie de difuiultăți cărora inițiativa trebuie să le facă față:
- politice:[29]
  - disonanța strategică, apărută datorită faptului că imperativele naționale de a dezvolta propriile forțe militare și industrii de apărare sunt opuse cooperării (exemplul Poloniei)
  - potrivirea strategică, deziderat exprimat de necesitatea surclasării diferențelor naționale de cultură strategică, de priorități și a celor aflate în raport cu alte elemente (exemplul inițiativei concurente anunțate de Franța)
  - dilema specializării, determinată de faptul că specializarea este inevitabilă, dat fiind că nu orice stat își permite dezvoltarea unui sistem independent de apărare aeriană. Această tinde să reducă încrederea între partenerii care ar urma să beneficieze de capabilități comune (există însă exemple de o anumită specializare, e.g. misiunilede poliție aeriană NATO și de protecție aeriană)
- militare:[27]
  - planificarea apărării multinaționale și achizițiile comune sunt legate și urmează să fie operaționalizate în cadrul unui proces propriu de planificare și de aliniere a cerințelor multinaționale, precum și a unor mecanisme comune de achiziții, care, trebuiesc create (un avantaj fiind totuși experiența câștigată în cadrul procese de planificare a apărării multinaționale din cadrul NATO și UE
  - interoperabilitatea între state în cadrul unui sistem integrat, deoarece acesta necesită o imagine aeriană comună extrem de precisă și o doctrină de operare complexă (ceea ce necesită niveluri ridicate de pregătire)
- economice:[27]
  - gestionarea fragmentarării preferințelor, cererii și ofertei între membri
  - valorizarea termenelor scurte în ce privește achizițiile destinate să acopere lacunele de capabilități existente, tinde să favorizeze sistemele deja existente și pe cele non-europene, ceea ce va avea un impact negativ asupra competitivității și sustentabilității tehnologiilor proprii și a bazei industriale europene, pe termen lung.

### Critici
Atât Franța, cât și Italia critică alegerea sistemelor de apărare, cu referire la neluarea în considerare a alternativelor europene (mai ales a SAMP/T⁠(en)[traduceți]). De asemenea, ambele state văd ESSI ca și o amenințare pentru proiectul PESCO, TWISTER. Conform generalul James Hecker⁠(en)[traduceți], șeful Forțelor Aeriene ale SUA în Europa⁠(en)[traduceți], arhitectura actual gândită a ESSI nu este una deschisă și ar trebui ameliorată cu standarde de arhitectură deschisă, spre a câștiga sprijinul altor membri ai NATO. Altfel, în lipsa unui sistem european integrat de apărare antirachetă vor exista costuri suplimentare, legate de asigurarea interoperabilității.
Problema ESSI este astfel parte a unui complex decizii aparținând Germaniei, care, luate în contextul influenței pe care o exercită asupra acesteia războiul din Ucraina, au impact asupra echilibrului Uniunii Europene. Șansele de realizarea a unei apărări europene tind astfel să se reducă semnificativ, în condițiile în care statul german are ezitări în a se alătura mai multor proiecte europene, decât celor ale NATO.